# Simon Dyson
Simon Dyson (* 21. Dezember 1977 in York) ist ein englischer Berufsgolfer der European Tour. Wegen seines hohen, fast hektischen, Spieltempos wird er von seinen Mitspielern „Mr. Busy“ genannt.
Er belegte als Amateur 1999 den zweiten Platz bei der English Amateur Championship, gewann den finnischen Amateurtitel und war in der siegreichen Walker Cup Mannschaft von Großbritannien & Irland. Im Herbst desselben Jahres schlug er die Profilaufbahn ein.
Dyson, dessen Vater Terry ein erfolgreicher Fußballer gewesen war, spielte zunächst auf der Asian Tour und gewann dort drei Turniere. Seit 2001 spielt er regelmäßig und beständig auf der European Tour und holte sich im März 2006 seinen ersten Tourtitel. Bei den Austrian Open im Juni 2006 war Dyson lange Zeit der erste Verfolger von Markus Brier und belegte schließlich den dritten Platz in diesem gut besetzten Turnier. Im August gewann er sein zweites Turnier auf der European Tour, die traditionsreichen KLM Open, im Stechen gegen den Australier Richard Green. Drei Jahre später konnte Dyson diesen Erfolg – erneut nach Playoff – wiederholen. 2011 gewann er jenes Turnier ein drittes Mal.

## Turniersiege
- 2000 Macau Open, Volvo China Open, Omega Hong Kong Open (alles Asian Tour)
- 2006 Enjoy Jakarta Indonesia Open (gemeinsames Event der European und Asian Tour), KLM Open
- 2009 The KLM Open, Alfred Dunhill Links Championship
- 2011 Irish Open, The KLM Open

## Teilnahme an Mannschaftsbewerben
- Seve Trophy (für Großbritannien & Irland): 2007 (Sieger), 2009 (Sieger), 2011 (Sieger)
- Royal Trophy (für Europa): 2010 (Sieger)

## Resultate bei Major Championships
| Turnier           | 2000 | 2001 | 2002 | 2003 | 2004 | 2005 | 2006 | 2007 | 2008 | 2009 | 2010 | 2011 | 2012 | 2013 | 2014 |
| ----------------- | ---- | ---- | ---- | ---- | ---- | ---- | ---- | ---- | ---- | ---- | ---- | ---- | ---- | ---- | ---- |
| Masters           | DNP  | DNP  | DNP  | DNP  | DNP  | DNP  | DNP  | DNP  | DNP  | DNP  | CUT  | DNP  | CUT  | DNP  | DNP  |
| US Open           | DNP  | DNP  | DNP  | DNP  | DNP  | CUT  | DNP  | DNP  | DNP  | CUT  | CUT  | DNP  | T51  | DNP  | DNP  |
| Open Championship | CUT  | CUT  | DNP  | DNP  | CUT  | T34  | T48  | DNP  | CUT  | DNP  | T48  | T9   | T23  | DNP  | DNP  |
| PGA Championship  | DNP  | DNP  | DNP  | DNP  | DNP  | DNP  | DNP  | T6   | CUT  | DNP  | T12  | T51  | CUT  | DNP  | DNP  |

| Turnier           | 2015 |
| ----------------- | ---- |
| Masters           | DNP  |
| US Open           |      |
| Open Championship |      |
| PGA Championship  |      |

DNP = nicht teilgenommen

CUT = Cut nicht geschafft

„T“ geteilte Platzierung

Grüner Hintergrund für Siege

Gelber Hintergrund für Top 10